# Amt Assenheim
Das Amt Assenheim (auch: Gericht Assenheim) war aufeinanderfolgend ein Amt der Grafschaften Ysenburg-Büdingen-Wächtersbach, des Fürstentums Isenburg und im Großherzogtum Hessen (Hessen-Darmstadt).

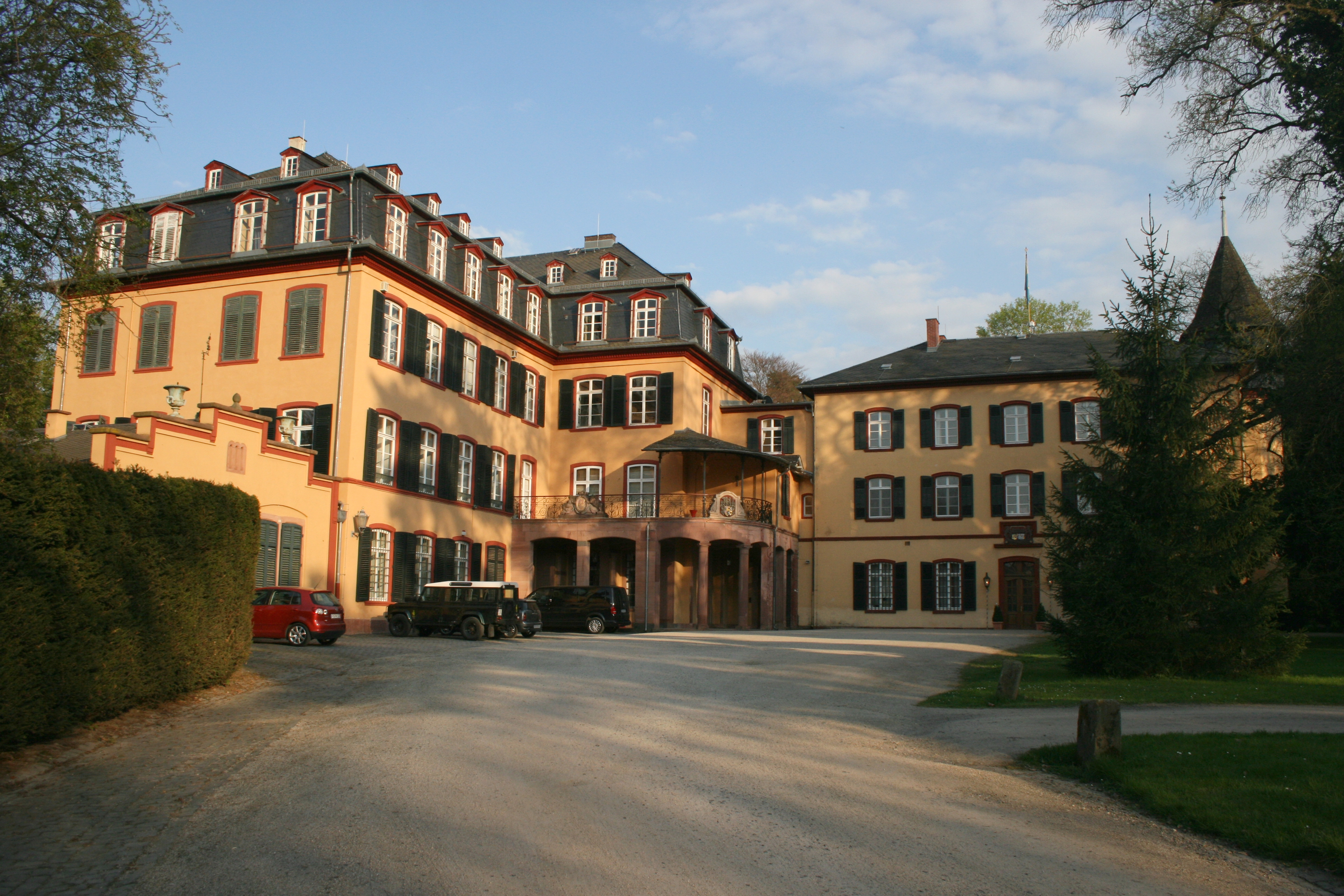
Schloss Assenheim

## Funktion
In der Frühen Neuzeit waren Ämter eine Ebene zwischen den Gemeinden und der Landesherrschaft. Die Funktionen von Verwaltung und Rechtsprechung waren hier nicht getrennt. Dem Amt stand ein Amtmann vor, der von der Landesherrschaft eingesetzt wurde. 

## Bestandteile
Zum Amt Assenheim gehörten
- Assenheim[1] (isenburgischer Anteil[Anm. 1]),
- Bönstadt[2],
- Bruchenbrücken [3],
- Michelau[4]; mit einem Teilungsvertrag zwischen dem Großherzogtum Hessen (Hessen-Darmstadt) und dem Kurfürstentum Hessen (Hessen-Kassel) vom 29. Juni 1816[5] fiel der Vorort des Amtes, Wolferborn an das Kurfürstentum, während Michelau zum Großherzogtum kam. Wohl ab diesem Zeitpunkt wurde es vom Amt Assenheim verwaltet; und
- Burg Ronneburg[6].

## Geschichte

### Bestand
Das Amt Assenheim war ein Kondominat, an dem die Grafen von Solms-Laubach und die Grafen von Isenburg je 5⁄12 und die Grafschaft Hanau-Münzenberg 2⁄12 besaßen. Das Hanauer 1⁄6 erbte beim Aussterben des Hanauer Grafenhauses 1736 die Landgrafschaft Hessen-Kassel.
Im Amt Assenheim galt seit 1578 das Solmser Landrecht, das Gemeine Recht nur noch dann, wenn Regelungen des Solmser Landrechts für einen Sachverhalt keine Bestimmungen enthielten. Das Solmser Landrecht behielt seine Geltung, als das Amt im 19. Jahrhundert zum Großherzogtum Hessen gehörte. Diese Rechtslage wurde erst zum 1. Januar 1900 von dem einheitlich im ganzen Deutschen Reich geltenden Bürgerlichen Gesetzbuch abgelöst.
Zwischen 1564 und 1604 kam es im Amt Assenheim zu einer Reihe von Hexenprozessen, acht sind durch erhaltene Unterlagen nachgewiesen. Vier davon endeten damit, dass die verurteilten Frauen auf dem Scheiterhaufen verbrannt wurden, eine weitere Frau starb an den Folgen der Folter, in den übrigen drei Fällen kam es nicht zu einer Verurteilung.
Die Grafschaft Ysenburg-Büdingen-Wächtersbach ging in der Zeit des Rheinbundes im Fürstentum Isenburg auf. Das Amt Assenheim hatte auch in dem neuen Staat Bestand. Auf dem Wiener Kongress (1815) verlor das Fürstentum Isenburg dann selbst seine Souveränität und wurde zugunsten Österreichs mediatisiert. Österreich gab das Gebiet weiter: Mit Preußen und dem Großherzogtum Hessen (Hessen-Darmstadt) vereinbarte es am 30. Juni 1816 einen Staatsvertrag, durch den das Fürstentum Isenburg zu einem erheblichen Teil dem Großherzogtum Hessen zufiel. Dazu zählte auch das Amt Assenheim. Das Großherzogtum gliederte das Amt Assenheim seiner Provinz Oberhessen ein. Bei all diesen Transaktionen blieben die angestammten Herrschaftsrechte der Grafen von Ysenburg-Büdingen-Wächtersbach in dem Amt gewahrt. Ihre Rechte als Standesherren genossen den Schutz der Rheinbundakte von 1806. Das Amt gehörte damit zu den sogenannten „Souveränitätslanden“ im Großherzogtum Hessen, da die Grafen von Ysenburg-Büdingen-Wächtersbach in ihrem angestammten Territorium weiter hoheitliche Rechte in Verwaltung und Rechtsprechung ausübten.

### Auflösung
Ab 1820 kam es im Großherzogtum Hessen zu Verwaltungsreformen. Ab 1821 wurden auch auf unterer Ebene Rechtsprechung und Verwaltung getrennt und alle Ämter aufgelöst. Für die bisher durch die Ämter wahrgenommenen Verwaltungsaufgaben wurden Landratsbezirke geschaffen, für die erstinstanzliche Rechtsprechung Landgerichte. Im Bereich des Amtes Assenheim wurde die Reform in drei Schritten 1821 und 1823 vollzogen:
1821
wurden die Orte Assenheim, Bönstadt und Bruchenbrücken hinsichtlich der Verwaltung dem Landratsbezirk Vilbel zugeordnet, sowie der staatliche Anteil am Kondominat der Gemeinde Assenheim sowie die Orte Bönstadt und Bruchenbrücken hinsichtlich der Rechtsprechung dem Landgericht Vilbel.
1822
wurden die verbliebenen Orte Michelau und Burg Ronneburg hinsichtlich der Verwaltung dem neu gebildeten Landratsbezirk Büdingen, hinsichtlich der Rechtsprechung dem Landgericht Büdingen zugeordnet.
1823
Assenheim wurde 1823 ebenfalls dem Landratsbezirk Büdingen und dem Landgerichtsbezirk Friedberg zugeordnet. Das Amt Assenheim war aufgelöst.
heute
Das Gebiet des ehemaligen Amtes Assenheim verteilt sich heute über die Gemarkungen von Büdingen, Friedberg, Niddatal und Ronneburg.

## Amtmänner
- Johann Gottfried Sartorius (1686–1699)
- Johann Philipp Wüstenfeld (1763–1776)[17]